# Megumi Ogata
 (janvier 2020).
Si vous disposez d'ouvrages ou d'articles de référence ou si vous connaissez des sites web de qualité traitant du thème abordé ici, merci de compléter l'article en donnant les références utiles à sa vérifiabilité et en les liant à la section « Notes et références ».
 (janvier 2020).
Megumi Ogata (緒方 恵美, Ogata Megumi, née le 6 juin 1965) est une comédienne de doublage et chanteuse japonaise originaire de la région du Grand Tokyo. En tant que chanteuse, elle se nomme em:óu. Elle est connue pour avoir interprété Makoto Naegi (en) et Nagito Komaeda (en) dans Danganronpa, Sailor Uranus de la série Sailor Moon, Kurama (en) dans Yū Yū Hakusho, Shinji Ikari dans Neon Genesis Evangelion, Yugi Mutou et Dark.Yugi dans Yu-Gi-Oh!, Yukito Tsukishiro / Yue dans Cardcaptor Sakura, ainsi que Hanako-san et Tsukasa Yugi dans Toilet-Bound Hanako-kun.

## Jeunesse et carrière
Elle a fréquenté l'Université Tōkai, qu'elle quitte rapidement pour se consacrer à la musique.
Megumi Ogata a commencé comme actrice musicale et a suivi les mêmes cours que Rumi Kasahara (en) et Shiho Niiyama (en). Elle est à l'époque représentée par Aoni Production. En raison de sa voix rauque, elle interprète souvent des rôles de jeune garçon, de jeune homme, ou de garçon manqué (un exemple célèbre, Sailor Uranus, personnage populaire de Sailor Moon, connu pour être un charmant garçon manqué dans sa forme civile). C'est aussi pour cette raison qu'elle est parfois appelée « Aniki » (Big Brother en japonais, terme généralement utilisé dans les gangs) par les fans. Elle s'est mariée pour la deuxième fois le 1er avril 2004 et est apparue lors du deuxième marathon de chansons animées de la NHK le 30 avril, aux côtés de l'acteur voix Ichirō Mizuki.

## Filmographie

### Animés
1992
- YuYu Hakusho (Kurama[2], Minamino Shūichi, la mère de Masaru)

1993
- Ghost Sweeper Mikami (mère de Yokoshima, fantôme aux jambes hautes, directeur (jeune), autres)
- Pretty Soldier Sailor Moon R (Vampire, Seirēn, Petz)
- Dragon Ball Z (Grand-mère)
- Jungle King Tar-chan (Cima Marceau)
- Slam Dunk (Takenori Akagi (jeune))

1994
- Captain Tsubasa J (Jun Misugi (jeune))
- Magic Knight Rayearth (Emeraude, Eagle Vision)
- Yamato Takeru (Roka)
- Doraemon (Naoko, garçon)
- Ginga Sengoku Gun'yūden Rai (Hiryu)
- Pretty Soldier Sailor Moon S (Haruka Tenoh/Sailor Uranus)[2]

1995
- Neon Genesis Evangelion (Shinji Ikari)[2]
- Pretty Soldier Sailor Moon SuperS (Haruka Tenoh/Sailor Uranus)
- Sorcerer Hunters (Mille Feuille)
- Zenki (Anju, Akira Gouki)

1996
- Detective Conan (Ayako Nagai)
- B't X (Karen)
- Alice in Cyberland (Charlie)
- Pretty Soldier Sailor Moon Sailor Stars (Haruka Tenoh/Sailor Uranus)
- Violinist of Hameln (Sizer)

1997
- Virus Buster Serge (Leon)
- Vampire Princess Miyu (Reiha, Matsukaze)
- Clamp School Detectives (Akira Kisaragi)

1998
- Cardcaptor Sakura (Yukito Tsukishiro, Yue)
- Devilman Lady (Aoi Kurosaki)
- Android Announcer Maico 2010 (Ryoko Masudamasu)
- Flame of Recca (Aki)
- Yu-Gi-Oh! (Yugi Mutou)

1999
- Jibaku-kun (Dead)
- Gokudo the Adventurer (Miroku)
- Great Teacher Onizuka (Juria Murai)
- Hoshin Engi (Fugen Shinjin)
- Neo Ranga (Myō Ōmori)
- Karakurizōshi Ayatsuri Sakon (Sakon Tachibana)
- Power Stone (WangTang)

2000
- Ghost Stories (Akane de la salle de diffusion)

2001
- Hiwou War Chronicles (Arisaka)
- Project ARMS (Al Bowen)

2002
- Full Moon o Sagashite (Izumi Lio)
- GetBackers (Clayman)
- Hanada Shōnen Shi (Hitomi)
- Samurai Deeper Kyo (Sanada Yukimura, Anayama Kosuke)
- Tokyo Mew Mew (Masaya Aoyama, le chevalier bleu, Deep Blue)
- UFO Ultramaiden Valkyrie (Valkyrie, Valkyrie Ghost)

2003
- Detective School Q (Kyū Renjō)

2004
- Black Jack (Keaton)

2005
- Elemental Gelade (Rasati Tigres)

2006
- Angel Heart (Yáng Fāng-Yù)
- Black Jack 21 (divers rôle mineurs)
- Majime ni Fumajime Kaiketsu Zorori (Prince)

2007
- Kyoshiro to Towa no Sora (Waruteishia)
- Bleach (Tier Harribel)

2008
- S · A: Special A (Satoru Takishima)

2010
- Angel Beats! (Ayato Naoi)[2]
- Super Robot Wars Original Generation: The Inspector (Lin Mao)

2011
- Nichijou (Chaîne de drapeaux à l'épisode 13)
- Tamayura ~Hitotose~ (la mère de Fu)

2012
- Koi to Senkyo to Chocolate (Oboro Yumeshima)
- Medaka Box Abnormal (Kumagawa Misogi)

2013
- Danganronpa: The Animation (Makoto Naegi)
- Devil Survivor 2: The Animation (Child Yamato Hotsuin)

2014
- Chaika - The Coffin Princess (Ricardo Gavarni)
- Hamatora: The Animation (Momoka)
- Jibaku Shounen Hanako-kun (Hanako-Kun et Tsukasa Yugi)
- Tokyo ESP (Ayumu Oozora)

2015
- Assassination Classroom (Itona Horibe)

2016
- Aokana: Four Rhythm Across the Blue (Aoi Kagami)
- Assassination Classroom 2nd Season/Final Season (Itona Horibe)
- Divine Gate (narrateur)
- Danganronpa 3: The End of Hope's Peak High School (Makoto Naegi, Nagito Komaeda)
- Magical Girl Raising Project (musicienne de la forets, Cranberry)
- Regalia: The Three Sacred Stars (Johann)

2017
- Konohana Kitan (Tsubasa, Okami)
- Kino's Journey -the Beautiful World- the Animated Series (Sou)

2018
- Cardcaptor Sakura: Clear Card (Yukito Tsukishiro et Yue)
- Hakumei and Mikochi (Maître Kobone)
- Magical Girl Ore (Ichigou Fujimoto)[3]

2019
- Jibaku Shonen Hanako Kun (Hanako)

2021
- Heion Sedai no Idaten-tachi (Ysley)

### OVA (Original Video Animation)
1994
- Eizou Hakusho (Kurama)

1995
- Armitage III (Julian Moore)
- Miyuki-chan in Wonderland (Fuyuri, To Li)
- Eizou Hakusho II (Kurama)
- Kodomo no Omocha (Akito Hayama)
- Glass Mask (Maya Kitajima)
- Rayearth (Emeraude)
- Ah! My Goddess (Keiichi Morisato (enfant))
- Sorcerer Hunters (Mille feuille)
- UFO Princess Valkyrie: SPECIAL - Bridal Training (Valkyrie)

1996
- Apocalypse Zero (Harara Hagakure)

2011
- Fate/Prototype (Rider's Master)

2012
- One Off (Kageyama)

2017
- Super Danganronpa 2.5: Komaeda Nagito to Sekai no Hakaisha (Nagito Komaeda)

### Films d'animations
- Yu Yu Hakusho: The Movie (1993) (Kurama)
- Pretty Soldier Sailor Moon R: The Movie (1993) (Mamoru Chiba voix enfant)
- Yu Yu Hakusho: Chapter of Underworld's Carnage - Bonds of Fire (1994) (Kurama)
- Pretty Soldier Sailor Moon S The Movie (1994) (Haruka Tenoh)
- Pretty Soldier Sailor Moon Super S: The Nine Sailor Soldiers Unite! Miracle of the Black Dream Hole (1995) (Haruka Tenoh)
- Neon Genesis Evangelion: Death & Rebirth (1997) (Shinji Ikari)
- The End of Evangelion (1997) (Shinji Ikari)
- Yu-Gi-Oh! (1999) (Yugi Mutou, Dark Yugi)
- Cardcaptor Sakura: The Movie (1999) (Yukito Tsukishiro)
- Cardcaptor Sakura Movie 2: The Sealed Card (2000) (Yue/Yukito Tsukishiro)
- Case Closed: The Phantom of Baker Street (2002) (Hideki Moroboshi, Noaz Ark)
- Black Jack: The Two Doctors of Darkness (2005) (Brother)
- Evangelion: 1.0 You Are (Not) Alone (2007) (Shinji Ikari)
- Evangelion: 2.0 You Can (Not) Advance (2009) (Shinji Ikari)
- Evangelion: 3.0 You Can (Not) Redo (2012) (Shinji Ikari)
- Persona 3 The Movie: No. 2, Midsummer Knight's Dream (2014) (Ken Amada)
- Persona 3 The Movie: No. 3, Falling Down (2015) (Ken Amada)
- Jujutsu Kaisen 0 (2022) (Okkotsu Yuuta)

### Jeux vidéo
- The Legend of Valkyrie Gaiden: The Adventure of Rosa (Michelle) (1986)
- Super Robot Wars (Lin Mao, Shinji Ikari) (1991)
- Mega Man X (X) (1993)
- Twin Goddesses (Carmila) (1994)
- Pretty Soldier Sailor Moon: Another Story (Sailor Uranus) (1995)
- Battle Tycoon: Flash Hiders SFX (Pachet Vain) (1995)
- Magic Knight Rayearth (Emeraude) (1995)
- Battle Arena Toshinden 2 (Officer Tracy) (1995)
- True Love Story (Shinobu Kusanagi) (1996-2003)
- YuYu Hakusho série (Kurama) (1996- )
- Last Bronx (Yoko Kono) (1996)
- Star Gladiator and Plasma Sword (June Lin Milliam) (1996)
- Tomb Raider (Lara Croft) (1996)
- Battle Arena Toshinden 3 (Officer Tracy) (1996)
- Neon Genesis Evangelion: Girlfriend of Steel (Shinji Ikari) (1997)
- Tengai Makyō: Daiyon no Mokushiroku (Seiya) (1997)
- Twinbee RPG (Seeds) (1998)
- Street Fighter EX2 (1998) et EX3 (Nanase, Sharon) (2000)
- Xenosaga Episode I: Der Wille zur Macht (Luvedo) (2002)
- Mega Man Zero (Harpuia) (2002)
- Mega Man Zero 2 (Harpuia) (2003)
- Toshinden 2X PP (Tracy) (2004)
- Mega Man Zero 3 (Harpuia) (2004)
- Neon Genesis Evangelion: Girlfriend of Steel 2nd (Shinji Ikari) (2005)
- Mega Man ZX (Biometal Model H) (2006)
- Persona 3 (Ken Amada) (2006)
- Tales of Vesperia (Ioder /Yodel) (2008)
- Maji de Watashi ni Koishinasai! (Cookie-1) (2009)
- Koi to Senkyo to Chocolate (Oboro Yumeshima) (2010)
- Danganronpa: Trigger Happy Havoc (Makoto Naegi) (2010)
- Dengeki Stryker (Colonel Mirror) (2012)
- Danganronpa 2: Goodbye Despair (Nagito Komaeda, Makoto Naegi) (2012)
- Phantasy Star Online 2 (Shion) (2012)
- Persona 4 Arena Ultimax (Ken Amada) (2013)
- Princess Nightmare (Phantom) (2014)
- Granblue Fantasy (Grimnir) (2014)
- Persona Q: Shadow of the Labyrinth (Ken Amada)	(2014)
- Danganronpa Another Episode: Ultra Despair Girls (Nagito Komaeda "Servant", Makoto Naegi) (2014)
- Aokana: Four Rhythm Across the Blue (Aoi Kagami) (2014)
- Danganronpa V3: Killing Harmony (Trial ver.) (Makoto Naegi) (2017)
- Fighting EX Layer (Sanane) (2018)
- World's End Club (Pochi)(2020)
- Persona 3 Reload (Ken Amada)(2023)

## Autres activités

### DRAMA CD
- 「Kasoke ☆ Yuu ☆ Hakusho」Series 「幽☆遊☆白書シリーズ」 (Zou-Ba)
- Rurou Ni Kenshin 〜 Meiji Kenkaku Roman Tan 「るろうに剣心〜明治剣客浪漫譚」 (Himura Kenshin)
- Tenba No Ketsuzoku 「天馬の血族」 (Aruto Jin)
- Time Leap 「タイム・リープ」 (Wakamatsu Kazuhiko)
- Hana No Asuka Gumi Gaiden 「花のあすか組！　外伝」 (Kuraku Asuka)
- 「Dear」Series 「Dearシリーズ」 (Kisaki Sumeragi)
- Toki No Daichi 「刻の大地」 (Jendo)
- Tentai Gikai 「天体議会」 (Mizu Hasu)
- Shōnen Shinka-Ron 「少年進化論」 (Fujisaki Sana)
- Fushigi Yuuki 〜 Genbu Kaiden 「ふしぎ遊戯〜玄武開伝」 (Shitsu yado)
- Kaze No Oukoku 「風の王国」 (Ri Suiran)
- Gakuen Kaku Meiden Mitsurugi 「学園革命伝ミツルギ」 (Mitsurugi Chiruchiru)
- Ray Sweeper 「レイスイーパー」 (Ken Shin)
- Shiritsu Kurearu Gakuen 「私立クレアール学園」 (Hyōdō Takaiku)
- Ginga Tetsudou No Yoru 「銀河鉄道の夜」 (Tadashi)
- 「Shuuen No Shiori」 Series 「終焉ノ栞」シリーズ」 (A-ya)
- Ima, Ai Ni Yukimasu 「いま、会いにゆきます」 (Aio Yuuji)
- Radical Hospital 「ラディカル・ホスピタル」 (Yonezawa Amerika)
- Love Cuisine 〜 Monster Recipe 〜 「Love Cuisnie〜モンスターズ・レシピ〜」 (Rubinou Koruri)
- Grand Stage 「グラン・ステージ」 (Akihiro Akito)[4]

### Radio diffusée
- Ogata Megumi no MUSIC COAST
- Ogata Megumi no Ginga ni Hoero! (1996–1998)
- Ogata Megumi no Ai daze!BABY!
- Kyou wa Ichinichi Anison Zanmai S.S.

### Émissions de radio-Internet
- Ogata Megumi no Himitsu no Ha・Na・Zo・N
- Ogata vs Domon MOEMOEWoo!toko-gumi! (M.O.Bay)
- Bara Iro Tengoku (M.O.Bay)

### Spectacles personnels
- Love Letter
- Ogata Megumi no Tsuki no Yoru ni Ai ma Show

### CD complets
- Half Moon (16 mars 1994)
- Marine Legend (21 avril 1995)
- Winter Bird (13 décembre 1995)
- Multipheno (28 octobre 1996)
- Santa Claus ni Naritai (11 novembre 1996)
- Megumi Ogata Live: Tournée Multipheno Concert 1996 Concert d'hiver (5 mars 1997)
- MO [em:óu] (11 mars 1998)
- Megumi Ogata Live: [em:óu] Concert Tour 1998 (de Tokyo à Hong Kong) (13 mars 1999)
- Best « Runner » (30 juin 1999)
- Rain (10 janvier 2001)
- Aitai. ~ passed and next 1992-2002~ (2002 décembre 04)
- STOP, AND GO (2 juillet 2003)
- Kagami no kuni no alice (22 octobre 2004)
- Yoake no Jikan (5 juillet 2006)
- Animegu (3 octobre 2007)
- LiveCD「Christmas Rose2007～acoustic live」(8 avril 2008)
- 666:rock・lock・ROCK! (24 décembre 2008)
- Rebuild (25 janvier 2012)
- Desire - Kibou (23 novembre 2013)
- Real/Dummy (1er février 2017)
- Animegu. 25ème (11 octobre 2017)
- Early Ogata best (30 mai 2018)[5]

### Singles
- Tenki Ame ga Futta Hi (21 janvier 1996)
- Kaze no Bohyou (25 mai 1996)
- Kizutsukanai ai wa iranai (10 juillet 1996)
- Wine Red no Kokoro (7 octobre 1996)
- Time Leap (25 mai 1997)
- Jealousy no aza (17 décembre 1997)
- Vacation map (11 février 1998)
- Rasen (18 novembre 1998)
- Hikari Wo Sagashite
- Run
- Silver Rain (1er juillet 1999)
- Animal Eyes (22 août 1999)
- Ouchi wo Tsukuro (29 décembre 2001)
- Kuchen backen und dabeinnocent Prisoner (10 février 2013)
- Kodoku no Kakurenbo (23 septembre 2015) [6]

## Prix
| Année | Prix                 | Catégorie                      | Résultat |
| ----- | -------------------- | ------------------------------ | -------- |
| 1994  | 17e Anime Grand Prix | Actrice de doublage de l'année | lauréate |